# Echternach-Marathon
Der Echternach-Marathon ist neben dem Luxemburg-Marathon der einzige Marathon im Großherzogtum Luxemburg und findet seit 1981 im Oktober statt. Da seit 2006 die Strecke zum Teil auch über deutsches Gebiet führt, hat der Marathon nun auch den Titel Zwei-Länder-Marathon.
Start und Ziel ist in Echternach. Zunächst werden zwei Runden um den Echternacher See im Süden der Stadt gelaufen (dieser Teil der Strecke wird auch als separater 10-Meilen-Lauf angeboten), danach geht es auf dem rechten Ufer der Sauer stromaufwärts. In Bollendorf wechselt man auf die deutsche Seite des Flusses und läuft stromabwärts über Echternacherbrück bis Minden. Dort kehrt man über eine Fußgängerbrücke auf luxemburgisches Gebiet zurück und läuft stromaufwärts bis zum Ziel in Echternach.
Die 32. Auflage, die für den 21. Oktober 2012 vorgesehen war, wurde kurzfristig abgesagt. 2015 und 2016 wurde der Marathon in Echternach nochmals veranstaltet.

## Geschichte
Herbert Steffny bestritt seinen ersten Wettkampf über die Marathondistanz 1983 in Echternach. Er wurde Sieger in 2:20:05. Ebenfalls ihren ersten Marathon liefen bei der Premiere 1981 die später erfolgreichen Ultramarathonläufer Burkhard und Birgit Lennartz (damals 13 und 15 Jahre alt). Gleich mehrmals als Minderjährige nahm von 1983 an die ebenfalls später erfolgreiche Marathonläuferin Manuela Veith (heute Manuela Zipse) am Echternach-Marathon teil, zuletzt 1992 18-jährig als Dritte der Frauen in 2:45:51.

## Statistik

### Streckenrekorde
- Männer: 2:13:28, Ceslovas Kundrotas (LTU), 1993
- Frauen: 2:33:05, Linda Milo (BEL), 1995

### Schnellste Läufer 2006
- Männer: Alain Francis (LUX), 2:34:36
- Frauen: Pascale Schmoetten (LUX), 2:53:29

(beide damit auch luxemburgische Meister)

### Zieleinlauf 2006
- Marathon: 524 (450 Männer und 74 Frauen)
- 10 Meilen: 313 (217 Männer und 96 Frauen)